# 内山知子
内山 知子（うちやま ともこ、10月9日 - ）は、日本のフリーアナウンサー(元新潟テレビ21アナウンサー)。

## 来歴
- 1981年10月9日、現在の新潟市内にて生まれる。
- 身長161cm、血液型:A型
- 新潟県立新津高等学校、青山学院大学経営学部卒業。
- 趣味:カメラ、スポーツ観戦
- 資格:普通自動車免許、英検2級
- 大学時代には、アナウンサーになる為に、アナウンサー学校の著名校の1つと知られているテレビ朝日アスクにも通っていた。
- 2004年4月～2012年10月の間、新潟テレビ21(UX) のアナウンサーとして活躍。
  - UX在局中、2010年3月までは、UXの地上デジタル放送推進大使も務めていた。又、テレビ朝日・ANN系列の第7回（2008年）ANNアナウンサー賞「原稿のないもの部門」で優秀賞を受賞した。
- UX退職後はフリーアナウンサーとなり、2013年に入ってから、「ボイスワークス」と「アスクマネージメント」(テレビ朝日アスクの一部門である事務所)の双方に所属・登録し、現在に至る。

## 人物
- 学生時代バスケットボールをやっていたこともあり、UX時代は、高校野球新潟県大会、アルビレックス新潟等の地域スポーツに関する取材を数多く担当していた。

## 主な出演番組
UX新潟テレビ21
- 「月イチ、にいがた」MC
- 「まるどりっ!」生中継
- 「UXニュース」
- 「全力LIVE」MC（2011年4月4日～2012年3月30日）
- 「スーパーJチャンネルにいがた」メインキャスター（2010年3月29日～2011年4月1日）など
- 「ほっとホット新潟」
- 「朝だ!生です 旅サラダ（中継）」
- 「アナみ〜て」
- 「週刊ことばマガジン」
- 「列島異変2008～ニッポン熱帯化の恐怖～」（テレビ朝日）
- 「全国おもしろニュースグランプリ」（テレビ朝日）
- 「パネルクイズ アタック25」（朝日放送） - 2010年1月10日放映回「女性アナウンサー大会」に出場
- 「『ぷっ』すま」（テレビ朝日）

UX時代、系列外での出演番組
- 「夕方ワイド新潟一番」（テレビ新潟（日テレ系列）、2006年9月29日。ゲスト出演[1]）